# Jordan Bowery
Jordan Nathaniel Bowery (Nottingham, Anglia, 1991. július 2. –) angol labdarúgó, aki jelenleg az Aston Villában játszik csatárként.

## Pályafutása
A nottinghami születésű Bowery eleinte a Derby County ifiakadémiáján edzett, de hivatalos ifiszerződést nem kapott a klubtól. 2007-ben a Chesterfield ifije lett, majd 2008. augusztus 30-án, egy Wycombe WAnderers ellen 1-0-ra elvesztett meccsen a felnőtt csapatban is bemutatkozott. 2009. november 19-én a Conference Nationalben szereplő Barrow hat hétre kölcsönvette. A Chesterfield színeiben 2011. január 29-én szerezte meg első gólját, egy Bradford City elleni 2-2-es mérkőzésen. Szeptember 15-én új, 2014-ig szóló szerződést kapott a klubtól. 2012. augusztus 31-én leigazolta az Aston Villa.

## Magánélete
Édesapja, Bert Bowery szintén profi labdarúgó volt, aki Anglián kívül az Egyesült Államokban is játszott.

## Sikerei, díjai
Chesterfield
- Football League Two (bajnok): 2010/11
- Football League Trophy: 2011/12

## Külső hivatkozások
- Jordan Bowery pályafutásának statisztikái a Soccerbase oldalon (angolul)

- Adatlapja az Aston Villa honlapján